# Руандійська мова
Руандійська мова, або кінярванда (руанд. Kinyarwanda, МФА: [i.ci.ɲɑ.ɾɡwɑː.ndɑ]), — мова народу руанда (банярванда), що належить до групи банту нігеро-конголезької сім'ї мов. Є складовою руанда-рундійського діалектного континууму. Поширена переважно в Руанді, де є однією з офіційних мов, а також на сході Демократичної Республіки Конґо і на прилеглих частинах південної Уґанди (де знана як руфумбіра). Ця мова по суті є універсальною по всій Руанді, де станом на 29 жовтня 2021 року, за даними Організації Об’єднаних Націй, чисельність населення становила 13 375 738 осіб. Усно взаємозрозумілою з кіняруанда є кірунді (чи просто рунді), що є офіційною в сусідній державі Бурунді. Кінябвіша та кінямуленґе — ще одні взаємнозрозумілі говори, котрими відповідно розмовляють у провінціях Північне Ківу та Південне Ківу сусідньої ДР Конґо.
Кіняруанда є однією з чотирьох офіційних мов Руанди (поряд з англійською, французькою і кісуахілі), котрою розмовляє майже все корінне населення. Це контрастує з більшістю сучасних африканських держав, кордони яких були проведені колоніальними державами і не відповідають межам етнічним або доколоніальних королівств.

## Класифікація

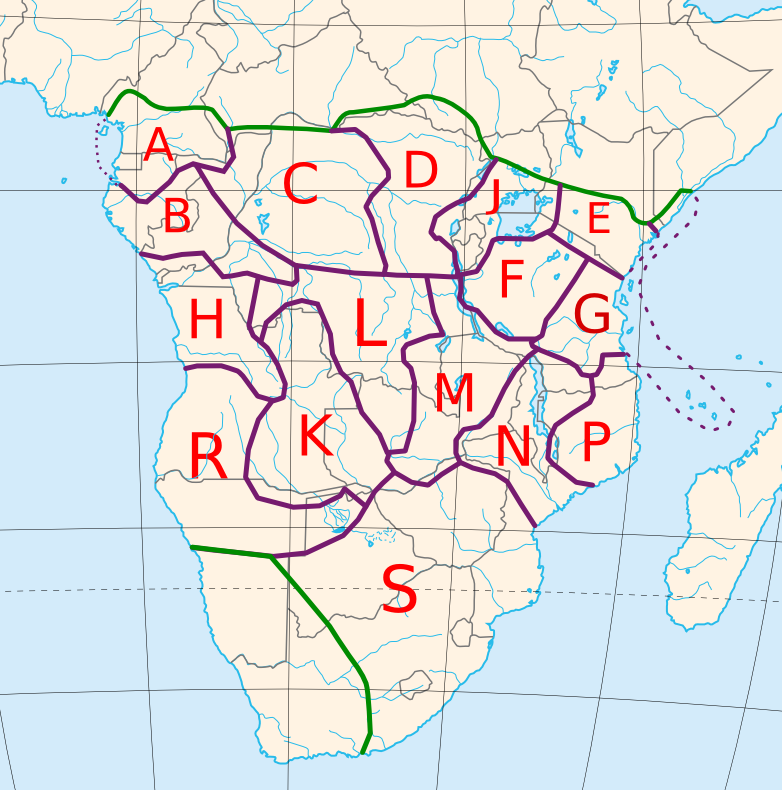
Зони мов банту. Руандійська належить до мов банту J.

- Нігеро-конголезькі мови
  - Конго-атлантичні мови
    - Вольта-конголезькі мови
      - Бенуе-конголезькі мови
        - Бантоїдні мови
          - Середні бантоїдні мови
            - Мови банту
              - Мови банту центральні
                - Мови банту J
                  - Руанда-рундійські мови
                    - Руандійська мова

## Фонологія

### Приголосні
У таблиці нижче наведено приголосні руандійської мови.
|              |              | Губно-губні | Губно-зубні | Ясенні | Заясенні | Середньо- язикові | Задньо- язикові | Гортанні |
| ------------ | ------------ | ----------- | ----------- | ------ | -------- | ----------------- | --------------- | -------- |
| Носові       | Носові       | m           |             | n      |          | ɲ                 | (ŋ)             |          |
| Проривні     | глухі        | p1          |             | t      |          | (c)               | k               |          |
| Проривні     | дзвінкі      | (b)         |             | d      |          | (ɟ)               | ɡ               |          |
| Африкати     | глухі        |             | p͡f          | t͡s     | t͡ʃ       |                   |                 |          |
| Щілинні      | глухі        |             | f           | s      | ʃ        | ç                 |                 | h        |
| Щілинні      | дзвінкі      | β           | v           | z      | ʒ        |                   |                 |          |
| Апроксиманти | Апроксиманти |             |             |        |          | j                 | w               |          |
| Ротичні      | Ротичні      |             |             | ɾ      |          |                   |                 |          |

1. /p/ є присутнім лише у запозичених словах.
2. Приголосні в дужках є алофонами.

### Голосні
У таблиці нижче наведено голосні руандійської мови.
|         | Передні | Задні |
| ------- | ------- | ----- |
| Високі  | i iː    | u uː  |
| Середні | e eː    | o oː  |
| Низькі  | a aː    | a aː  |

### Тони
Кіняруанда є тональною мовою. Як і багато мов банту, вона розрізняє високий та низький тони (низькотонні склади можуть розглядатися як безтонні). На складення тонів у кіняруанда впливає складний набір фонологічних правил.

## Ортографія
| Букви | a     | b    | c  | cy | d | e     | f | g    | h | i     | j | jy | k    | m | n    | ny | o     | p | pf | r | s | sh | shy | t | ts | u     | v | w | y | z |
| МФА   | a, aː | β, b | t͡ʃ | c  | d | e, eː | f | ɡ, ɟ | h | i, iː | ʒ | ɟ  | k, c | m | n, ŋ | ɲ  | o, oː | p | p͡f | ɾ | s | ʃ  | ç   | t | t͡s | u, uː | v | w | j | z |

За винятком декількох морфологічних контекстів, буквосполучення "ki" і "ke" можна виразити взаємозамінно як [ki] та [ke], або ж [ci] і [ce], відповідно до уподобань мовця.
Якщо після "a", "e" чи "i" наприкінці будь-якого слова йде слово, що починається на голосну, то ці букви опускаються, не вимовляються. Це явище можна добре простежити в гімні руандійців:
Reka tukurate tukuvuge ibigwi wowe utubumbiye hamwe twese Abanyarwanda uko watubyaye berwa, sugira, singizwa iteka.
вимовляється як:
Reka tukurate tukuvug' ibigwi wow' utubumiye hamwe twes' abanyarwand' uko watubyaye berwa, sugira, singizw' iteka.
Існують деякі розбіжності у вимові від написання:
| Написання | Вимова          |
| --------- | --------------- |
| pw        | [pk]            |
| bw        | [bɡ]            |
| tw        | [tkw]           |
| dw        | [dɡw]           |
| mw        | [mŋ]            |
| nw        | [nŋw]           |
| nyw       | [ɲŋw] або [ŋwa] |
| fw        | [fk]            |
| vw        | [vɡ]            |
| sw        | [skw]           |
| zw        | [zɡw]           |
| shw       | [ʃkw]           |
| jw        | [ʒɡw]           |
| pfw       | [p͡fk]           |
| tsw       | [t͡skw]          |
| cw        | [t͡ʃkw]          |
| rw        | [ɾɡw]           |
| py        | [pc]            |
| by        | [bɟ]            |
| ty        | [tc]            |
| dy        | [dɟ]            |
| my        | [mɲ]            |
| sy        | [sc]            |
| ry        | [ɾɟ]            |
Зауважте, що всі звуки вимовляються чітко, не зливаючись. Наприклад, буквосполучення [bɡ] не є лабіовелярним ɡ͡b. Навіть у назві Rwanda, що вимовляється як /ɾɡwanda/, не утворюється огубленого [ɾʷ].

## Основні вирази
- Yego = Так.
- Oya = Ні.
- Bite = Як справи?
- Ni byiza = Добре.
- Amakuru = Які новини?
- Ni meza = Вони хороші (новини).
- Murakoze = Дякую.
- Mwaramutse = Доброго дня.
- ijoro ryiza = Доброї ночі.
- Murabeho = До побачення.
- Nde = Хто?
- Witwa nde = Як вас звати?
- Nitwa Jean = Мене звати Жан.
- Ndi umufaransa = Я француз/француженка.
- Uri umunyarwanda = Ти руандієць/руандійка?
- Ufite = Ти маєш.
- Mfite = Я маю.
- Nde ? = Хто?
- iki ? = Що?
- Niki ? = Що це?
- hehe ? = Де?
- Ikibuga cy'indege kiri he = Де знаходиться аеропорт?
- Mushobora gusubiramo ? = Можете повторити?
- Utuye he? = Де ти живеш?
- Ntuye i Kigali = Я живу в Кігалі.
- Urashaka iki? = Що ти хочеш?
- Ushobora kumfasha? = Можеш ти мені допомогти?
- Mvuga ikinyarwanda = Я говорю руандійською.
- Ntabwo mvuga ikinyarwanda = Я не говорю руандійською.
- Mvuga ikinyarwanda gicye = Я трохи говорю руандійською.
- Ntago numva ikinyarwanda = Я не розумію руандійської.
- Numva ikinyarwanda gicye = Я трохи розумію руандійську.
- Uvuga igifaransa = Ти говориш французькою?
- Ushobora kuvuga gahoro = Ти можеш говорити тихіше?
- Ushobora kuvuga gato gato = Ти можеш говорити повільніше?
- Bavuga gute «x» mu kinyarwanda = Як сказати «x» руандійською?
- Ndabizi = Я знаю.
- Ntago mbizi = Я не знаю.
- Фліртування
- Ushaka kunywa = Ти хочеш випити?
- Ndashaka amazi = Я б хотів/хотіла води.
- Uri Mwiza = Ти красивий/красива.
- Ndagukunda = Я тебе люблю.
- Umutima = Серце.